# Nawigacja fasetowa
Nawigacja fasetowa (także wyszukiwanie fasetowe, przeglądanie fasetowe) – system wyszukiwania oparty na klasyfikacji fasetowej, pozwalający użytkownikom na filtrowanie wyszukiwanych obiektów poprzez wybieranie pożądanych cech tego obiektu. Cechy obiektów nazywane są tutaj fasetami. Przykładowo szukając ubrań można wybrać wartości różnych fasetek: kolor, materiał, producent itp.

## Cechy
Nawigacja fasetowa pozwala ograniczać wyniki wyszukiwania i jako taka jest rodzajem filtrowania danych. Czynnikiem odróżniającym ją od prostego systemu filtrowania jest to, że cechy obiektów (fasety) i ich możliwe wartości są podane w interfejsie użytkownika. W wypadku filtrowania użytkownik musi domyślić się jak są opisane kolory, a w fasetach użytkownik ma podane konkretne kolory, które faktycznie występują w danej bazie danych. Dodatkowo przy danej wartości fasetki mogą pojawiać się liczby dostępnych rekordów (np. kolor: żółty [57], gruszkowy [31]).
Zalety:
- ułatwia użytkownikom wybór sensownych wartości filtrów bez znajomości specyfiki danej bazy danych[1],
- ułatwienie ograniczenia dużej liczby wyników w kolejnych krokach (zamiast wybierania wielu filtrów z góry)[2],
- odkrywanie nowych form eksploracji danych[2],
- prezentacja struktury ułatwiająca użytkownikowi zrozumienie wyników[1][2].

Wady i problemy:
- koszt projektu i implementacji wyszukiwania fasetowego w tym projektu GUI i stworzenia backendu[1],
- koszt przygotowania i utrzymania podziału różnych kategorii obiektów na różne fasety (np. inne cechy dla poduszek i inne dla szaf)[1],
- problem automatyzacji odkrywania cech i ujednolicania wartości obiektów, zwłaszcza w wypadku różnorodnych obiektów (typu indeksowanie stron WWW, czy produktów od różnych dostawców)[3],
- większy koszt intelektualny do zrozumienia interfejsu związany z prezentacją wielu informacji na ekranie[1][2],
- więcej miejsca na ekranie na wybór wartości z listy[1][2].

## Zastosowanie
Nawigacja fasetowa jest używana w różnego rodzaju usługach internetowych. Można ją znaleźć w wyszukiwarkach internetowych, w internetowych katalogach bibliotecznych, czy sklepach internetowych. Wyszukiwanie fasetowe ma sens gdy użytkownik może mieć problem z podaniem dobrej frazy wyszukiwawczej, a jednocześnie danych jest dużo i można je pogrupować według różnych, wspólnych cech.